# 洛娜赫·切姆泰·萨尔皮特
洛娜赫·切姆泰·萨尔皮特（Lonah Chemtai Salpeter，1988年12月12日—），以色列女子田径运动员，2018年欧洲田径锦标赛女子10000米金牌得主、2022年世界田径锦标赛女子马拉松铜牌得主、2022年欧洲田径锦标赛女子10000米铜牌得主。